# Birrhard
Birrhard (gsw. Birret) – gmina (niem. Einwohnergemeinde) w północnej Szwajcarii, w kantonie Argowia, w okręgu Brugg. 31 grudnia 2014 liczyła 672 mieszkańców.